# Mamestra variegata
Mamestra variegata är en fjärilsart som beskrevs av Hans Rebel. Mamestra variegata ingår i släktet Mamestra och familjen nattflyn. Inga underarter finns listade i Catalogue of Life.